# Marton (Ryedale)
Marton – wieś i civil parish w Anglii, w hrabstwie North Yorkshire, w dystrykcie (unitary authority) North Yorkshire. Leży 35 km na północny wschód od miasta York i 308 km na północ od Londynu. W 2011 roku civil parish liczyła 196 mieszkańców. Marton jest wspomniana w Domesday Book (1086) jako Martone/Martun.